# Lisman
Lisman – miasto w Stanach Zjednoczonych, w stanie Alabama, w hrabstwie Choctaw. W roku 2023 miasto zamieszkiwało 415 osób, a gęstość zaludnienia wynosiła 61,9 osoby/km².